# La voz juvenil de Venezuela
La voz juvenil de Venezuela es el tercer álbum del cantante venezolano Trino Mora publicado por Souvenir en 1969

## Listado de canciones
- Dime Adiós
- Una Entrada
- Cuando Mueran Las Estrellas
- Sólo Hice Un Error
- La Música Sonó
- Tu No Entiendes
- Shout
- El Mundo Que Veo
- De Nuevo Conmigo
- Escribiré Tu Nombre Sobre La Arena

- Datos: Q20015905